# Ґуроваткі
Ґуроваткі (пол. Górowatki) — село в Польщі, у гміні Венцборк Семполенського повіту Куявсько-Поморського воєводства.
Населення — 138 осіб (2011).
У 1975-1998 роках село належало до Бидгощського воєводства.

## Демографія
Демографічна структура станом на 31 березня 2011 року:
|          | Загалом | Допрацездатний вік | Працездатний вік | Постпрацездатний вік |
| -------- | ------- | ------------------ | ---------------- | -------------------- |
| Чоловіки | 65      | 16                 | 42               | 7                    |
| Жінки    | 73      | 24                 | 42               | 7                    |
| Разом    | 138     | 40                 | 84               | 14                   |